# Lipocarpha
Lipocarpha är ett släkte av halvgräs. Lipocarpha ingår i familjen halvgräs.

## Bildgalleri

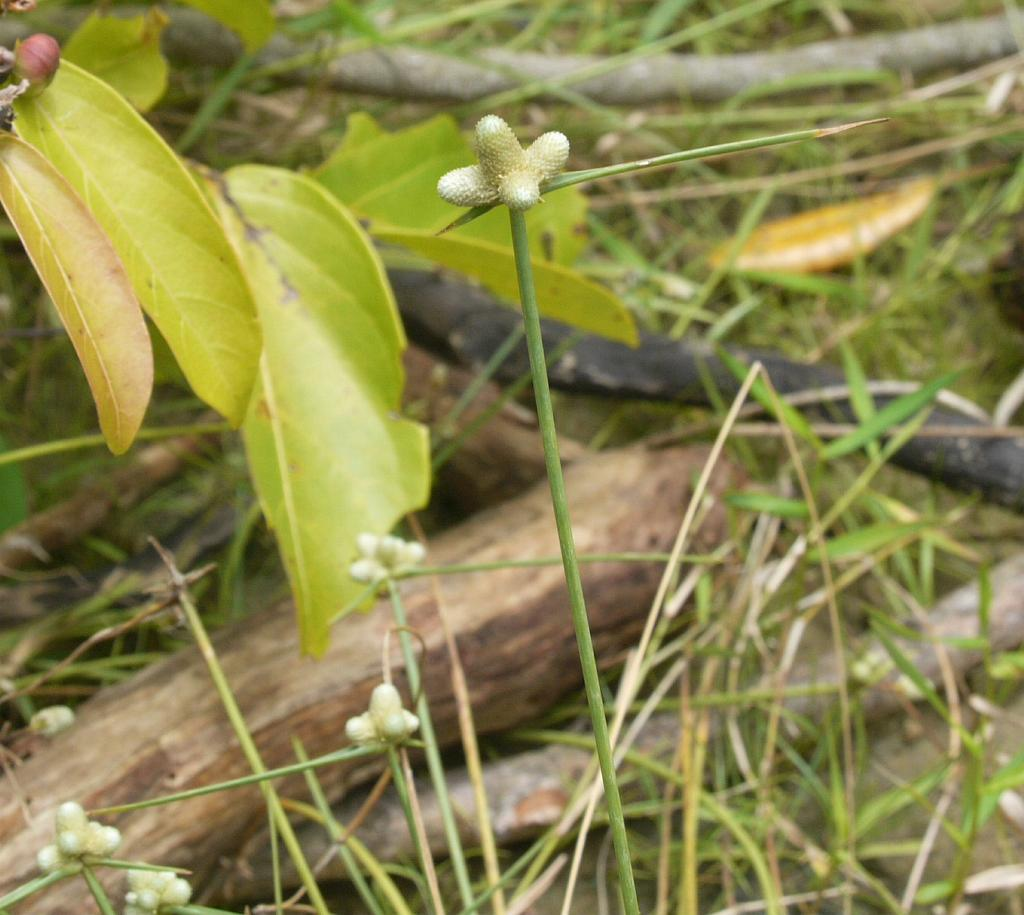
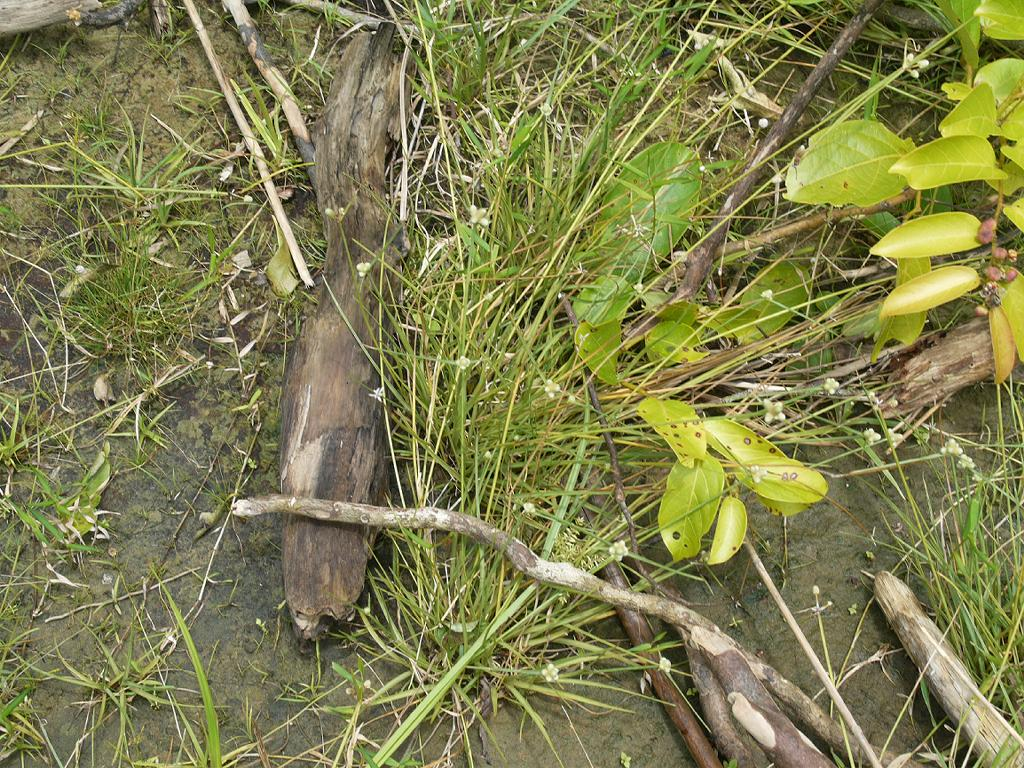
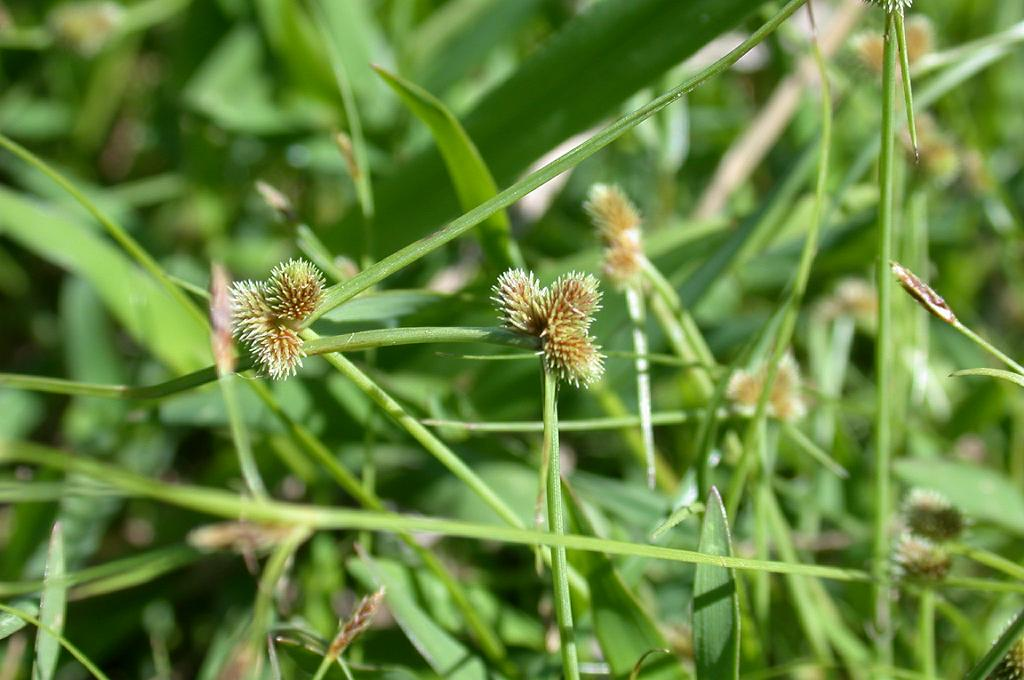
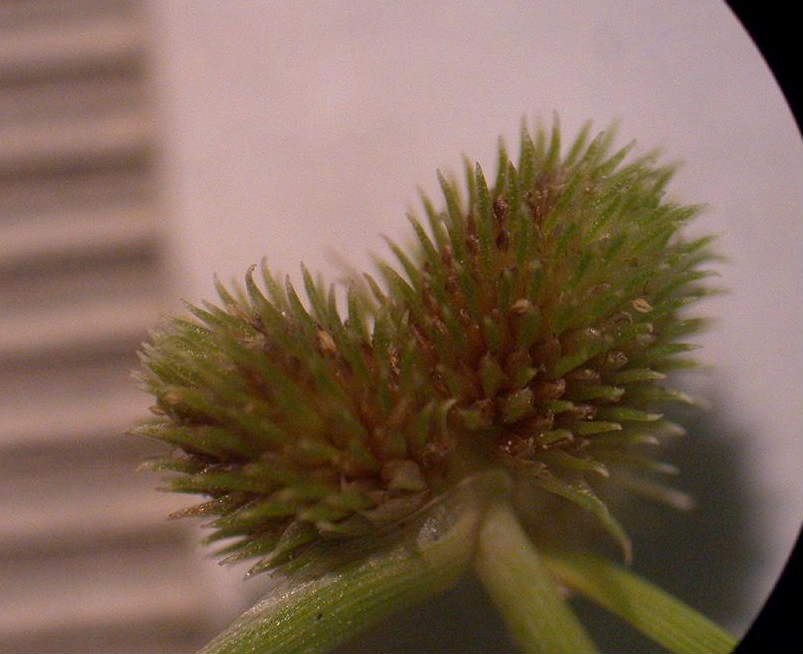
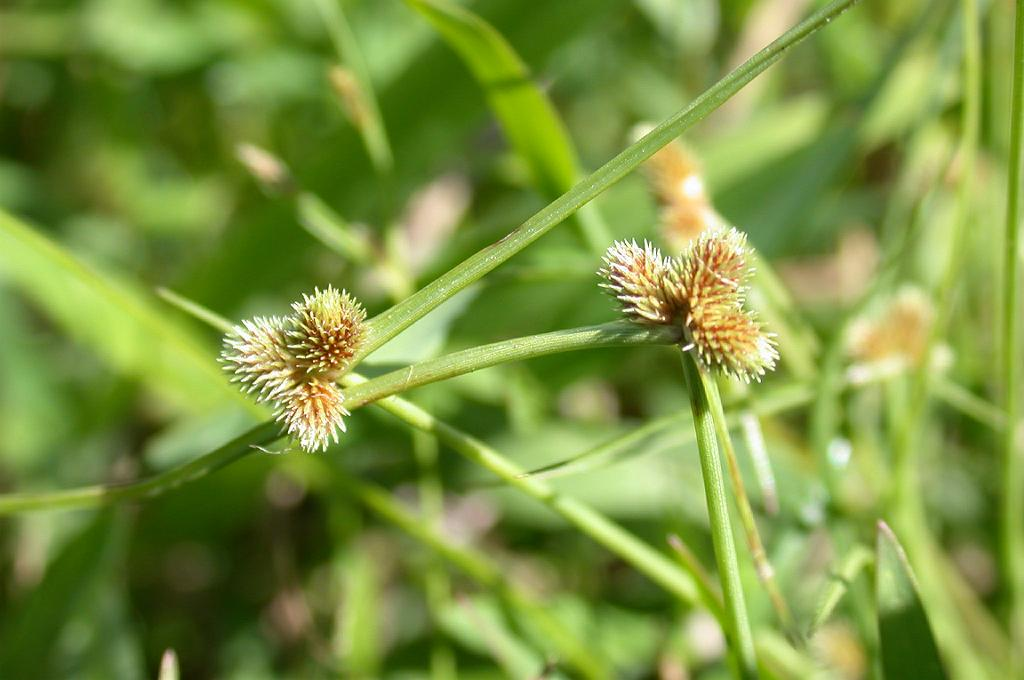
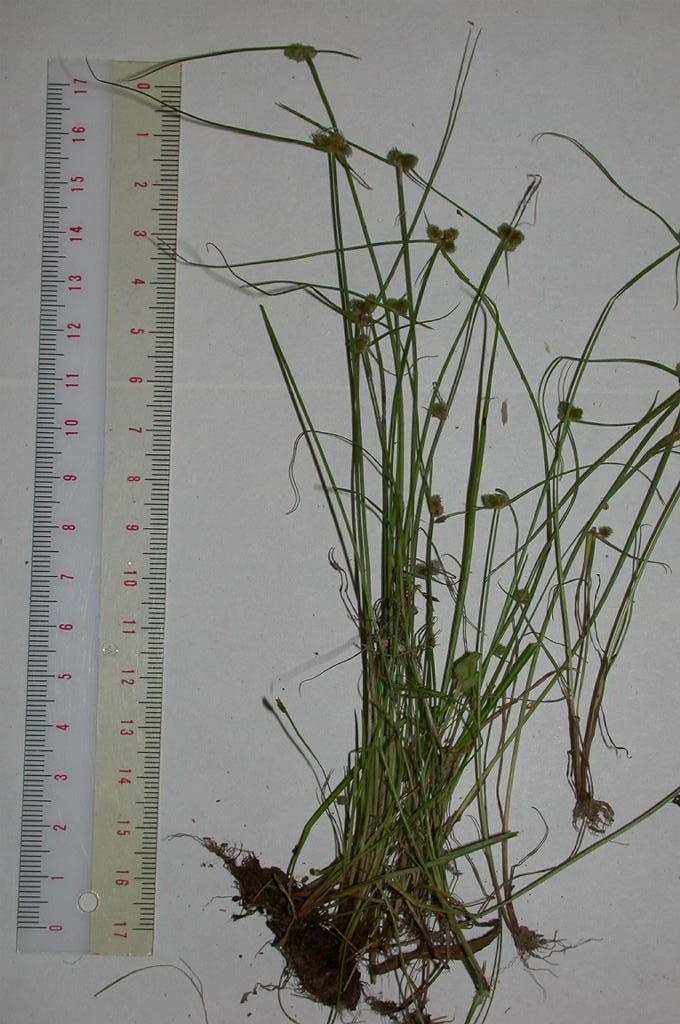

## Dottertaxa tillLipocarpha, i alfabetisk ordning[1]
- Lipocarpha abietina
- Lipocarpha albiceps
- Lipocarpha aristulata
- Lipocarpha atra
- Lipocarpha barteri
- Lipocarpha chinensis
- Lipocarpha comosa
- Lipocarpha constricta
- Lipocarpha crassicuspis
- Lipocarpha drummondii
- Lipocarpha echinus
- Lipocarpha filiformis
- Lipocarpha gracilis
- Lipocarpha hemisphaerica
- Lipocarpha kernii
- Lipocarpha leucaspis
- Lipocarpha maculata
- Lipocarpha mangarevica
- Lipocarpha mexicana
- Lipocarpha micrantha
- Lipocarpha microcephala
- Lipocarpha monostachya
- Lipocarpha nana
- Lipocarpha occidentalis
- Lipocarpha perspicua
- Lipocarpha prieuriana
- Lipocarpha pygmaea
- Lipocarpha raynaleana
- Lipocarpha reddyi
- Lipocarpha rehmannii
- Lipocarpha robinsonii
- Lipocarpha salzmanniana
- Lipocarpha schomburgkii
- Lipocarpha squarrosa
- Lipocarpha thermalis